# Peremyl
Peremyl (ukr. Перемиль) – wieś na Ukrainie, w rejonie łuckim obwodu wołyńskiego, dawniej znaczący gród Księstwa Włodzimiersko-Wołyńskiego, leżący nad Styrem. 

## Historia
Pierwszy raz wspomniany w źródłach w roku 1097 w Kodeksie Hipackim, później również w 1196, kiedy to kniaź halicki Wołodymyr Jarosławowicz spalił włości Romana Mścisławowicza koło Premyla.
Gród leżał następnie we włościach księcia bełskiego Aleksandra Wsewołodycza, a w 1213 został nakazem Leszka Białego nadany Danyle Romanowiczowi, który w 1228 oddał Peremyl księciu międzybuskiemu i łuckiemu Jarosławowi Ingwarewiczowi.
W drugiej połowie XIII wieku gród znajdował się w rękach księcia włodzimiersko-wołyńskiego Wasylka Romanowicza. W 1241 gród został spalony przez Mongołów, później znowu odbudowany.
Ostatnia wzmianka o grodzie pochodzi z roku 1283.
Do 2020 w rejonie horochowskim. 